# Чарівник Лінн
Чарівник Лінн (англ. The Wizard of Linn) – науково-фантастичний роман канадського та американського письменника Альфреда Елтона ван Вогта опублікований у вигляді книги 1961 року.
Роман був спочатку опублікований у науково-фантастичному журналі «Astounding Science Fiction» (квітень - червень 1950).

## Сюжет
Інопланетний зоряний корабель входить до Сонячної системи. Він належить інопланетній расі Ріс, яка прибула в Сонячну систему тисячоліття тому й знищила процвітаючу людську цивілізацію. Тепер нащадки тих, хто вижив, живучи в середньовічному суспільстві з космічними кораблями, повинні знову зіткнутися з загрозою. Одним із них є Джерін, лорд-радник імперії Лінн.
Корабель Ріс жорстоко реагує на спротив Марсу і знищує декілька міст ядерними вибухами. Однак армії дістається як трофей шатл інопланетян, який вони відправляють на Землю для вивчення.
Джерін роздратований тим, що його молодший брат мутант жрець атома Клейн, знав про вторгнення Ріс раніше за нього, і ще більше роздратований, коли Клейн рекомендує атаку на корабель Ріс, яка гарантовано провалиться.
Атака справді провалюється, але Клейн, Джерін та їхня свита захищені артефактом-кулею, якою Клейн керує подумки та яка поглинає енергію. Корабель Ріс у відповідь знищує декілька міст ядерними вибухами, але Клейн завбачливо оголосив їхню евакуацію.
Під час другої масованої атаки Клейн пробирається на борт корабля Ріс на їхньому шатлі і використовує сферу, щоб знищити екіпаж. Захопивши корабель, Клейн виявляє на ньому мікрохвильову зброю налаштовану на знищення органіки та системи самознищення приладів управління від несанкціонованого доступу, які він несвідомо обійшов використавши шатл.
Клейн відправляється до свого маєтку. Там він дізнається, що Джерін був отруєний своєю дружиною Лілідель, яка була стурбована тим, що її син Калай не стане наступником. Гірше того, його артефакт-кулю викрали люди Цинцара, варвара з Європи, яких він недавно помилував, але вони не відлетіли додому, а таємно отаборились в горах.
Калай стає лордом-радником і Клейн переконує його підписати один документ не читаючи його. Лілідель розлючена, хоча документ, здається, направлений на укріплення оборони проти Ріс. Клейн зникає, щоб уникнути конфронтації.
У Клейна виникає суперечка з Цинцаром, на відміну від варвара, він вважає недостатнім наявної зброї проти наступного нападу Ріс.
Цинцар не віддає схований артефакт, яким сам не вміє користуватись, але Клейн бере Цинцара з його армією та своїми вірними легіонами на борт захопленого корабля Ріс, який він перейменував на «Сонячну зірку», і вирушає у однорічну подорож до зірки, розташованої за шістдесят п'ять світлових років від Сонця. Там вони виявляють дві планети, схожі на Землю, що обертаються навколо свого спільного центру мас, обертаючись навколо своєї зорі. На планетах існують сільські поселення людей, Клейн і його команда вражені тим, що ці люди можуть читати думки та телепортувати себе та інші речі за бажанням і що вони мають мирні торговельні відносини з Ріс. Клейн обманом заставляє місцевого жителя телепортувати команду воїнів-камікадзе на корабель Ріс, яка пошкоджує системи захисту і «Сонячна зірка» мікрохвильовою зброєю знищує команду корабля. Потім, використовуючи карти зірок, Клейн відправляє «Сонячну зірку» у тримісячну подорож до зоряної системи колонізованої Ріс.
Клейн і його армія створюють плацдарм на одній із планет і відбивають атаку Ріс. Клейн пропонує Ріс мир і рівний поділ всіх планет, одна вони відкидають пропозицію.
Террани виявляють людей, які живуть у глибоких норах в горах, а Клейн виявляє, що у них є ще один артефакт-сфера, якою він керував подумки.
Люди-телепати розказують йому, що ця сфера є одночасно і діркою у просторі, через яку можна досягнути довільного місця у всесвіті.
Взявши з собою сферу, Клейн і його люди повертаються на борт корабля і повертаються на Землю.
Земля вже більше року потерпає від нападу Ріс. Хоча Лілідель і Калая більше турбує повернення Клейна ніж спротив прибульцям.
Багато міст знищені, однак населення рівномірно розосередилось по території, завдяки завчасно набудованим фермам. Лілідель виманює дружину Клейна леді Маделін із маєтку та вбиває її. Гвардія Калая нападає на корабель Клейна, але той демонструє мікрохвильову зброю і заставляє їх відступити.
Клейн бере на себе керування урядом, використовуючи документ, який Калай необережно підписав. Він відправляє Лілідель і Калая у вигнання.
Однак за час підготовки до визволення Сонячної системи відчуває швидке наближення смерті через вади мутованого організму. Він знову пропонує Ріс рівний поділ Галактики і примушуючи їх до співпраці використовує артефакт-сферу для завдання удару по їхнім містам.